# Pływanie na Letnich Igrzyskach Olimpijskich 1936 – 100 m stylem dowolnym kobiet
Wyścig na 100 metrów stylem dowolnym kobiet był jedną z konkurencji pływackich rozgrywanych podczas XI Letnich Igrzysk Olimpijskich w Berlinie. Wystartowały 33 zawodniczki z czternastu reprezentacji.
Amerykańskie kraulistki jedynie w Sztokholmie podczas V Letnich Igrzysk Olimpijskich w 1912 roku, nie zdobyły żadnego medalu. Od igrzysk w 1920 roku zdobyły one wszystkie złote medale w tej konkurencji. Willemijntje den Ouden, zdobywczyni tytułu wicemistrzyni olimpijskiej sprzed czterech lat, od tego czasu poprawiła rekord świata czterokrotnie, łącznie o dwie sekundy. Czas, który uzyskała na początku 1936 roku, 1:04,6, pozostał rekordem świata aż do igrzysk w Melbourne w 1956 roku.  Jednakże den Ouden słabo popłynęła w eliminacjach. Uzyskała dopiero trzeci czas, plasując się za drugą z Holenderek, Rie Mastenbroek i Argentynką Jeannette Campbell. Te dwie zawodniczki były również najlepsze w półfinałach. W wyścigu finałowym rekordzistka świata została w tyle. Wyprzedzały ją Campbell i Niemka Gisela Arendt. Mastenbroek rozpoczęła wyścig spokojni, była dopiero piąta na nawrocie, lecz w drugiej połowie wyścigu w sprinterski sposób wyszła na prowadzenie i zdobyła złoto. Campbell została pierwszą medalistką z Ameryki Południowej, zaś Arendt, matka sześcioletniego syna, zdobyła brąz.

## Rekordy
| Rekord świata     | 1:04,6 | Willemijntje den Ouden | Amsterdam (NED)   | 27 lutego 1936  |
| Rekord olimpijski | 1:06,8 | Helene Madison         | Los Angeles (USA) | 8 sierpnia 1932 |

## Wyniki

### Eliminacje
Trzy najszybsze zawodniczki z każdego wyścigu i najszybsza z czwartego miejsca awansowały do półfinału.
Wyścig 1
| Miejsce | Zawodniczka     | Czas   | Uwagi |
| ------- | --------------- | ------ | ----- |
| 1       | Rie Mastenbroek | 1:06,4 | Q     |
| 2       | Gisela Arendt   | 1:07,3 | Q     |
| 3       | Katherine Rawls | 1:08,5 | Q     |
| 4       | Phyllis Dewar   | 1:09,2 | q     |
| 5       | Eva Arndt-Riise | 1:10,1 |       |
| 6       | Margery Hinton  | 1:13,0 |       |
| 7       | Rei Takemura    | 1:14,6 |       |
| 8       | Scylla Venâncio | 1:15,1 |       |

Wyścig 2
| Miejsce | Zawodniczka            | Czas   | Uwagi |
| ------- | ---------------------- | ------ | ----- |
| 1       | Willemijntje den Ouden | 1:08,1 | Q     |
| 2       | Evelyn de Lacy         | 1:08,5 | Q     |
| 3       | Mary Olive McKean      | 1:09,3 | Q     |
| 4       | Ilona Ács              | 1:12,7 |       |
| 5       | Irene Pirie-Milton     | 1:12,8 |       |
| 6       | Tsuneko Furuta         | 1:14,6 |       |

Wyścig 3
| Miejsce | Zawodniczka              | Czas   | Uwagi |
| ------- | ------------------------ | ------ | ----- |
| 1       | Jeannette Campbell       | 1:06,8 | Q     |
| 2       | Catharina Wagner         | 1:08,9 | Q     |
| 3       | Piedade Coutinho-Tavares | 1:09,4 | Q     |
| 4       | Elvi Svendsen            | 1:10,3 |       |
| 5       | Ingeborg Schmitz         | 1:10,9 |       |
| 6       | Vera Harsányi            | 1:11,5 |       |
| 7       | Zilpha Grant             | 1:12,1 |       |

Wyścig 4
| Miejsce | Zawodniczka      | Czas   | Uwagi |
| ------- | ---------------- | ------ | ----- |
| 1       | Ragnhild Hveger  | 1:09,6 | Q     |
| 2       | Kazue Kojima     | 1:11,0 | Q     |
| 3       | Olive Wadham     | 1:11,5 | Q     |
| 4       | Irma Schrameková | 1:11,8 |       |
| 5       | Ethel Mackay     | 1:13,8 |       |
| 6       | Helena de Salles | 1:16,2 |       |
| 7       | Yeung Sauking    | 1:22,2 |       |

Wyścig 5
| Miejsce | Zawodniczka      | Czas   | Uwagi |
| ------- | ---------------- | ------ | ----- |
| 1       | Bernice Lapp     | 1:09,0 | Q     |
| 2       | Magdolna Lenkei  | 1:09,9 | Q     |
| 3       | Margaret Stone   | 1:10,0 | Q     |
| 4       | Magdalena Lohmar | 1:10,3 |       |
| 5       | Renée Blondeau   | 1:10,9 |       |

### Półfinały
Trzy najszybsze zawodniczki z każdego półfinału oraz najszybsza zawodniczka z czwartych miejsc awansowały do finału.
Półfinał 1
| Miejsce | Zawodniczka              | Czas   | Uwagi |
| ------- | ------------------------ | ------ | ----- |
| 1       | Rie Mastenbroek          | 1:06,4 | Q =   |
| 2       | Gisela Arendt            | 1:07,2 | Q     |
| 3       | Katherine Rawls          | 1:08,5 | Q     |
| 4       | Catharina Wagner         | 1:08,6 | q     |
| 5       | Piedade Coutinho-Tavares | 1:09,6 |       |
| 6       | Phyllis Dewar            | 1:09,6 |       |
| 7       | Kazue Kojima             | 1:11,1 |       |
| 8       | Magdolna Lenkei          | 1:12,1 |       |

Półfinał 2
| Miejsce | Zawodniczka            | Czas   | Uwagi |
| ------- | ---------------------- | ------ | ----- |
| 1       | Jeannette Campbell     | 1:06,6 | Q     |
| 2       | Willemijntje den Ouden | 1:06,7 | Q     |
| 3       | Mary Olive McKean      | 1:08,9 | Q     |
| 4       | Bernice Lapp           | 1:09,6 |       |
| 5       | Evelyn de Lacy         | 1:10,0 |       |
| 6       | Olive Wadham           | 1:12,0 |       |
| 7       | Margaret Stone         | 1:12,8 |       |
| 8       | Ragnhild Hveger        | 1:14,0 |       |

### Finał
| Miejsce | Zawodniczka            | Czas   |
| ------- | ---------------------- | ------ |
| 1       | Rie Mastenbroek        | 1:05,9 |
| 2       | Jeannette Campbell     | 1:06,4 |
| 3       | Gisela Arendt          | 1:06,6 |
| 4       | Willemijntje den Ouden | 1:07,6 |
| 5       | Catharina Wagner       | 1:08,1 |
| 6       | Mary Olive McKean      | 1:08,4 |
| 7       | Katherine Rawls        | 1:08,7 |